# Kateřina Šimáčková
Kateřina Šimáčková (* 23. října 1966 Brno) je česká právnička, od 7. srpna 2013 do 10. prosince 2021 soudkyně Ústavního soudu, po dobu výkonu této funkce byla dočasně zproštěna funkce soudkyně Nejvyššího správního soudu. Dne 13. prosince 2021 složila slib a stala se tak soudkyní Evropského soudu pro lidská práva.

## Vzdělání
Po maturitě na Gymnáziu Matyáše Lercha v Brně absolvovala v roce 1988 Právnickou fakultu Univerzity Jana Evangelisty Purkyně v Brně (dnešní Masarykova univerzita) a získala titul JUDr. V roce 2007 tamtéž úspěšně obhájila dizertační práci na téma Daně a právní stát a obdržela titul Ph.D. Dále absolvovala vzdělávací programy a kurzy se zaměřením především na lidská práva a politologii.

## Profesní kariéra
Po absolutoriu práv působila v letech 1988–1990 jako právnička krajské hygienické stanice.
V letech 1990 až 1993 působila a od roku 2001 opět působí na brněnské právnické fakultě jako odborná asistentka katedry ústavního práva a politologie. Na této fakultě také vyučuje kurzy ústavního práva, politologie, státovědy, lidských práv a mediálního práva.
V roce 1992 byla asistentkou soudce Ústavního soudu ČSFR JUDr. Antonína Procházky a v letech 1994–2009 advokátkou. Ve své advokátní praxi se zabývala především ústavním právem, ale i právem správním, finančním a některými oblastmi soukromého práva. V letech 2007–2009 působila jako členka Legislativní rady vlády.
V letech 2008 až 2012 byla členkou Výboru pro výběr soudců Soudu pro veřejnou službu EU. V roce 2009 byla jmenována soudkyní Nejvyššího správního soudu, kde působila do roku 2013. Od roku 2010 je také zástupkyní členky Evropské komise pro demokracii prostřednictvím práva (tzv. Benátské komise) za Českou republiku. Dne 20. června 2013 dal Senát prezidentu republiky Miloši Zemanovi souhlas s jejím jmenováním soudkyní Ústavního soudu. Šimáčková byla ústavní soudkyní jmenována 7. srpna 2013.
V září 2021 byla zvolena soudkyní Evropského soudu pro lidská práva, v této funkci od 13. prosince 2021 nahradila Aleše Pejchala.
V létě 2021 rozhodl francouzský prezident Emmanuel Macron o udělení Řádu čestné legie v hodnosti rytířky Šimáčkové za osobní nasazení v prosazování lidských práv. Nejvyšší francouzské státní vyznamenání převzala 23. listopadu na francouzském velvyslanectví v Praze.
Je členkou Společnosti pro církevní právo.

## Publikační činnost
Jde o autorku několika učebnic a mnoha článků a příspěvků především o tématech z oblasti ústavního práva, lidských práv a politologie.
V roce 2011 v článku „K volebnímu právu duševně nemocných“ podpořila volební právo lidí, kteří jsou v naší společnosti obvykle nesvéprávní za účelem ochrany jich samých i lidí, kteří s nimi přijdou do styku. V dalším textu pak zmínila volební právo i pro lidi s Downovým syndromem. 

## Rodina
Jejím prvním manželem byl šperkař a výtvarník Jiří Jahelka (* 1962). Jejím druhým manželem je spisovatel a dramatik Jiří Šimáček.